# Оренбургско-Тургайская губерния
Оренбу́ргско-Турга́йская губе́рния — административно-территориальная единица в Северном Казахстане в составе РСФСР, существовавшая в 1920—1921 годах. Центр — город Оренбург.

## История
Образована совместным решением ВРК по управлению Киргизским краем и Оренбургского губернского исполкома 7 июля 1920 путём слияния Оренбургской губернии и Тургайской области с присоединением Темирского уезда Уральской области, а также Адамовского и Можаровского районов Челябинской губернии. Создание Оренбургско-Тургайской губернии обосновывалось тесными экономическими взаимосвязями регионов, культурным и промышленным значением Оренбурга для Казахстана, отсутствием налаженного управления в Тургайской области.  
Делилась на уезды и районы:  
уезды – Актюбинский, Иргизский, Темирский, Тургайский;  
районы – Адамовский, Илецкий, Исаево-Дедовский, Краснохолмский, Можаровский, Оренбургский, Орский, Петровский, Покровский и Шарлыкский.  
Согласно дополнению от 22 сентября 1920 к декрету ВЦИК и СНК от 26 августа 1920, Оренбургско-Тургайская губерния была включена в состав Киргизской АССР.  
В ноябре 1920 года в Оренбургско-Тургайскую губернию полностью передан Кустанайский уезд.  
Постановлением Президиума ВЦИК от 28 мая 1921 предполагалось разделение Оренбургско-Тургайской губернии на 4 губернии. Постановлением ЦИК Кирг. АССР 1 апреля 1921 образована Кустанайская губерния. Постановлением ЦИК Кирг. АССР 1 июля 1921 образована Актюбинская губерния. Разделение утверждено декретом ВЦИК от 8 декабря 1921 на губернии Актюбинскую, Кустанайскую и Оренбургскую.